# Bedrijfsjurist
Een bedrijfsjurist(e) is een persoon met een juridische opleiding die binnen een onderneming de opgave heeft juridische zaken te regelen. Tot de taken van de bedrijfsjurist behoren onder andere:
- het opstellen en controleren van contracten, bijvoorbeeld voor inkoop en verkoop
- het beheren van de verzekeringsportefeuille
- de juridische aspecten van personeelszaken
- het juridisch adviseren van werknemers en de directie
- het voorkomen of in overleg of door een rechtsgang oplossen van juridische problemen
- beveiliging van bedrijfs- en persoonsgegevens

Een bedrijfsjurist werkt meestal nauw samen met de directie. Voor kleinere bedrijven bestaat de mogelijkheid om een externe bedrijfsjurist in te schakelen.
Bedrijfsjurist is meestal een beroep dat niet voor starters is weggelegd. Hoewel starters vaak wel de vereiste theoretische juridische kennis hebben, beschikken ze meestal nog over onvoldoende ervaring om de kennis in de praktijk goed toe te passen. Veel bedrijfsjuristen hebben als advocaat of rechtsbijstandsjurist gewerkt, voor ze als bedrijfsjurist bij een onderneming in dienst treden. 